# 武定門駅
武定門駅（ぶていもんえき）は、中華人民共和国江蘇省南京市秦淮区江寧路と長楽路の交差点にある、南京地下鉄3号線の駅である。

## 歴史
- 2015年4月1日3号線の駅として開業。

## 駅構造

### のりば
| 番線 | 路線            | 方面                                   | 行先      |
| ---- | --------------- | -------------------------------------- | --------- |
|      | 南京地下鉄3号線 | 浮橋・小市・上元門・柳洲東路 方面      | 林場 行き |
|      | 南京地下鉄3号線 | 雨花門・大明路・誠信大道・秣周東路方面 | 秣陵 行き |

## 隣の駅
南京地下鉄
■3号線
夫子廟駅 - 武定門駅 - 雨花門駅